# 北海道道779号南黄金長和線

手前は北海道道779号南黄金長和線起点（国道37号交差点）・黄金小学校前。標識板の「室蘭　苫小牧」は普通な表記と異なり、近くの室蘭が上、遠くの苫小牧が下に書いてある。

北海道道779号南黄金長和線（ほっかいどうどう779ごう みなみこがねながわせん）とは、北海道伊達市内を結ぶ一般道道（北海道道）である。

## 概要

### 路線データ
- 起点：北海道伊達市南黄金町（国道37号交点）
- 終点：北海道伊達市長和町（国道37号交点）
- 総延長：12.660 km
- 実延長：12.632 km
- 重用延長：0.028 km

### 道路管理者
- 胆振総合振興局 室蘭建設管理部 洞爺出張所

## 歴史
- 1972年（昭和47年）3月31日 - 黄金網代線として路線認定[1]。
- 2000年（平成12年）12月12日 - 路線名を南黄金長和線に変更[2]。
- 2006年（平成18年）3月31日 - 全線開通[3]。

認定当初は伊達市網代町（伊達紋別停車場線交点）を終点としていた。2000年（平成12年）の有珠山噴火を受け、国道37号を補完する避難道路の整備が計画され、黄金網代線の延長（路線名変更）で対応することになった。整備区間には、長流川にかかる新長流川橋やJR室蘭本線をまたぐ長和跨線橋が建設された。

## 路線状況

### 重複区間
- 北海道道982号伊達紋別停車場線（伊達市網代町 - 伊達市山下町）

### 道路施設

#### 主な橋梁
- 錦橋（63 m、気門別川、伊達市錦町 - 伊達市山下町）
- 新長流川橋（182 m、長流川、伊達市館山下町 - 伊達市長和町）
- 長和跨線橋（234 m、室蘭本線、伊達市長和町）

## 地理
並行する国道37号よりも海側を走り、JR室蘭本線を渡る踏切が3ヶ所ある。

### 通過する自治体
- 胆振総合振興局
  - 伊達市

### 交差する道路
伊達市
- 国道37号 - 南黄金町（起点）
- 北海道道982号伊達紋別停車場線 - 網代町、山下町（重複）
- 国道453号 - 長和町（終点）
- 国道37号 - 長和町（終点）

### 沿線にある施設など
伊達市
- 伊達市立黄金小学校
- JR北海道 室蘭本線 稀府駅
- JR北海道 室蘭本線 北舟岡駅
- 伊達駅前郵便局
- JR北海道 室蘭本線 伊達紋別駅
- 北海道電力伊達発電所
- JR北海道 室蘭本線 長和駅